# Klein Upahl
Klein Upahl (fino al 1992 Gerdshagen) è un comune del Meclemburgo-Pomerania Anteriore, in Germania.
Appartiene al circondario di Rostock ed è amministrato dall'Amt Güstrow-Land.